# Andy Rojas
Andy Emanuel Rojas Maroto (Grecia, Alajuela, 5 de diciembre de 2005) es un futbolista costarricense que juega como extremo izquierdo en el New York Red Bulls de la Major League Soccer.
Es el jugador más joven de Costa Rica en realizar una anotación en la Clasificación Mundial de Concacaf, sucedido el 6 de junio de 2024 contra San Cristóbal y Nieves, con un récord de su edad de 18 años, 6 meses y 1 día.

## Trayectoria

### C. S. Herediano
Debutó en la máxima categoría costarricense con el C. S. Herediano contra el Guadalupe F. C. el 3 de septiembre de 2022, Rojas vio minutos a partir del minuto 78 por la victoria 5-0. El 27 de agosto de 2023, Andy marcó su primera anotación contra la L. D. Alajuelense, en el que fue realizado al minuto 85 por la derrota 2-3.
El 30 de agosto de 2023, debutó en la competición internacional de la Copa Centroamericana de Concacaf contra el Comunicaciones F. C., Rojas ingresó al inicio de la parte complementaria, anotando al minuto 55, el encuentro finalizó con la victoria 1-2, logrando clasificar en la primera posición de la fase de grupos.
El 7 de julio de 2024, Rojas disputó la Supercopa de Costa Rica 2024, contra el Deportivo Saprissa, ingresó al minuto 56 y realizó la anotación al 76, el encuentro finalizó en empate 1-1, y la victoria por penales en 4-5, consiguiendo su primer título nacional. El 27 de diciembre, se coronó campeón del Apertura 2024, venciendo a la L. D. Alajuelense en el marcador global 2-3, teniendo participación en los partidos de ida y vuelta.

### New York Red Bulls II
El 7 de febrero de 2025, se oficializó su fichaje al New York Red Bulls II en condición de préstamo con opción a compra. El 7 de marzo, debutó en la MLS Next Pro contra el Atlanta United 2, disputó 64 minutos y marcó la anotación de la victoria 1-0 al minuto 51.

### New York Red Bulls
El 10 de agosto de 2025, debutó por medio de la competición Leagues Cup contra el F. C. Juárez, Rojas disputó 60 minutos en el empate 1-1 y la victoria en penales por 5-3.
El 14 de agosto de 2025, el C. S. Herediano anunció la oficialización de que el New York Red Bulls realizó la opción de compra, el fichaje es por medio de un contrato hasta 2028. El 19 de agosto, el club New York Red Bulls oficializó el fichaje, confirmando su contrato hasta 2028 y con opción a un año más.

## Selección nacional

### Categorías inferiores
El 10 de julio de 2024, se oficializó su convocatoria por el director técnico Cristian Vella para la selección de Costa Rica sub-20 para disputar el Campeonato Sub-20 de la Concacaf de 2024. El 19 de julio, se enfrentó contra Cuba, disputando la totalidad de minutos por el empate 1-1. El 22 de julio, se enfrentó contra Jamaica, al minuto 50 colaboró con la primera anotación de penal para su compañero Claudio Montero, al ser derribado en la jugada, después realizó doblete a los minutos 67 y 83, finalizando por la victoria 0-3. El 26 de julio, se enfrentó contra Estados Unidos, disputando la totalidad de minutos en la derrota 1-0, quedando en la segunda posición de la tabla de posiciones, logrando avanzar a la siguiente fase de cuartos de final. El 31 de julio, se enfrentó contra México, siendo derribado al minuto 29, produciendo un penal por medio de la anotación de Claudio Montero, Rojas disputó la totalidad de minutos, finalizando por la derrota 2-1, siendo eliminados de la competición, sin obtener la clasificación a la Copa Mundial 2025.

#### Participaciones internacionales
| Competición                              | Sede   | Resultado        | Partidos | Goles |
| ---------------------------------------- | ------ | ---------------- | -------- | ----- |
| Campeonato Sub-20 de la Concacaf de 2024 | México | Cuartos de final | 4        | 2     |

### Selección absoluta
El 31 de mayo de 2024, Rojas estuvo en el banco de suplencia sin ver minutos contra Uruguay por el empate 0-0. El 1 de junio, se oficializó su convocatoria para la clasificación al mundial 2026 para los partidos contra San Cristóbal y Nieves y Granada. El 6 de junio debutó contra San Cristóbal y Nieves, al minuto 81 ingresó de cambio y al minuto 84 realizó su primera anotación, el encuentro finalizó por la victoria 4-0.
El 11 de junio de 2024, se oficializó su convocatoria de los 26 jugadores para la competición de la Copa América 2024. Rojas no vio minutos contra Brasil (empate 0-0). El 28 de junio se enfrentó a Colombia, en el que ingresó al minuto 83 por la derrota 3-0. El 2 de julio, Rojas no tuvo minutos contra Paraguay por la victoria 2-1, cerrando la competición de la Copa América 2024 en la tercera posición de la fase de grupos.
El 28 de agosto de 2024, se oficializó su convocatoria para la Liga de Naciones de la Concacaf 2024-25 contra Guadalupe y Guatemala. El 5 de septiembre, se mantuvo en el banco de suplencia contra Guadalupe en la victoria 3-0. El 9 de septiembre, ingresó desde la suplencia al minuto 73 contra Guatemala por el empate en el marcador 0-0.
El 15 de enero de 2025, se oficializó su convocatoria del director técnico Miguel Herrera de un partido amistoso en fecha no FIFA contra Estados Unidos. El 22 de enero, Rojas sumó su primera titularidad en la selección nacional contra los Estados Unidos, teniendo una participación de 69 minutos por la derrota 3-0.

#### Participaciones internacionales
| Competición                             | Sede                    | Resultado        | Partidos | Goles |
| --------------------------------------- | ----------------------- | ---------------- | -------- | ----- |
| Copa América 2024                       | Estados Unidos          | Fase de grupos   | 1        | 0     |
| Liga de Naciones de la Concacaf 2024-25 | Concacaf                | Cuartos de final | 2        | 0     |
| Copa de Oro de la Concacaf 2025         | Estados Unidos · Canadá | Cuartos de final | 4        | 0     |

#### Participaciones en eliminatorias
| Eliminatoria               | Sede                             | Resultado   | Partidos | Goles |
| -------------------------- | -------------------------------- | ----------- | -------- | ----- |
| Clasificación Mundial 2026 | Estados Unidos · México · Canadá | Por definir | 3        | 1     |

## Estadísticas

### Clubes
Actualizado al último partido jugado el 11 de agosto de 2025.
| Club                             | Div.          | Temporada     | Liga  | Liga  | Liga   | Copas nacionales | Copas nacionales | Copas nacionales | Copas internacionales | Copas internacionales | Copas internacionales | Total | Total | Total  |
| Club                             | Div.          | Temporada     | Part. | Goles | Asist. | Part.            | Goles            | Asist.           | Part.                 | Goles                 | Asist.                | Part. | Goles | Asist. |
| -------------------------------- | ------------- | ------------- | ----- | ----- | ------ | ---------------- | ---------------- | ---------------- | --------------------- | --------------------- | --------------------- | ----- | ----- | ------ |
| C. S. Herediano · Costa Rica     |               |               |       |       |        |                  |                  |                  |                       |                       |                       |       |       |        |
| 1.ª                              | 2022-23       | 3             | 0     | 0     | 2      | 0                | 0                | —                | —                     | —                     | 5                     | 0     | 0     |        |
| 1.ª                              | 2023-24       | 40            | 8     | 3     | 1      | 0                | 0                | 9                | 2                     | 0                     | 50                    | 10    | 3     |        |
| 1.ª                              | 2024-25       | 23            | 4     | 2     | 1      | 1                | 0                | 6                | 0                     | 1                     | 30                    | 5     | 3     |        |
| Total club                       | Total club    | 66            | 12    | 5     | 4      | 1                | 0                | 15               | 2                     | 1                     | 85                    | 15    | 6     |        |
| New York R. B. II Estados Unidos |               |               |       |       |        |                  |                  |                  |                       |                       |                       |       |       |        |
| 3.ª                              | 2025          | 15            | 2     | 1     | —      | —                | —                | —                | —                     | —                     | 15                    | 2     | 1     |        |
| Total club                       | Total club    | 15            | 2     | 1     | 0      | 0                | 0                | 0                | 0                     | 0                     | 15                    | 2     | 1     |        |
| New York R. B. Estados Unidos    |               |               |       |       |        |                  |                  |                  |                       |                       |                       |       |       |        |
| 1.ª                              | 2025          | 0             | 0     | 0     | —      | —                | —                | 1                | 0                     | 0                     | 1                     | 0     | 0     |        |
| Total club                       | Total club    | 0             | 0     | 0     | 0      | 0                | 0                | 1                | 0                     | 0                     | 1                     | 0     | 0     |        |
| Total carrera                    | Total carrera | Total carrera | 81    | 14    | 6      | 4                | 1                | 0                | 16                    | 2                     | 1                     | 101   | 17    | 7      |
| 1. 2. Fuente:Transfermarkt       |               |               |       |       |        |                  |                  |                  |                       |                       |                       |       |       |        |

### Selección de Costa Rica
Actualizado al último partido jugado el 29 de junio de 2025.
| Selección                                         | Año | Eliminatorias | Eliminatorias | Eliminatorias | Continental | Continental | Continental | Mundial | Mundial | Mundial | Amistosos | Amistosos | Amistosos | Total | Total | Total  |
| Selección                                         | Año | Part.         | Goles         | Asist.        | Part.       | Goles       | Asist.      | Part.   | Goles   | Asist.  | Part.     | Goles     | Asist.    | Part. | Goles | Asist. |
| ------------------------------------------------- | --- | ------------- | ------------- | ------------- | ----------- | ----------- | ----------- | ------- | ------- | ------- | --------- | --------- | --------- | ----- | ----- | ------ |
| Absoluta · Costa Rica                             |     |               |               |               |             |             |             |         |         |         |           |           |           |       |       |        |
| 2024                                              | 1   | 1             | 0             | 3             | 0           | 0           | —           | —       | —       | —       | —         | —         | 4         | 1     | 0     |        |
| 2025                                              | 2   | 0             | 0             | 6             | 0           | 2           | —           | —       | —       | 1       | 0         | 0         | 9         | 0     | 2     |        |
| Total                                             | 3   | 1             | 0             | 9             | 0           | 2           | 0           | 0       | 0       | 1       | 0         | 0         | 13        | 1     | 2     |        |
| 1. Fuente:Transfermarkt / National Football Teams |     |               |               |               |             |             |             |         |         |         |           |           |           |       |       |        |

#### Goles internacionales
| N. | Fecha              | Sede                       | Rival                  | Gol | Resultado | Competición                |
| -- | ------------------ | -------------------------- | ---------------------- | --- | --------- | -------------------------- |
| 1. | 6 de junio de 2024 | Estadio Nacional, San José | San Cristóbal y Nieves | 4–0 | 4–0       | Clasificación Mundial 2026 |

## Palmarés

### Títulos nacionales
| Título                         | Club            | País       | Año  |
| ------------------------------ | --------------- | ---------- | ---- |
| Supercopa de Costa Rica        | C. S. Herediano | Costa Rica | 2024 |
| Primera División de Costa Rica | C. S. Herediano | Costa Rica | 2024 |

### Distinciones individuales
| Distinción                                                                         | Año  |
| ---------------------------------------------------------------------------------- | ---- |
| Mejor jugador sub-21 de la Primera División de Costa Rica del Torneo Apertura 2024 | 2025 |

## Vida privada
Es hijo del exfutbolista Luis Emilio Rojas, sobrino de Óscar Rojas, y hermano del futbolista Xander Rojas.